# Кшищоф Помян
Кшѝщоф А̀нджей По̀мян (на полски: Krzysztof Andrzej Pomian) е полски историк, философ и есеист. Специалист по история на европейското изкуство и култура.

## Биография
Роден е през 1934 г. във Варшава. След началото на Втората световна война семейството му е депортирано в Казахстан, където баща му умира (1941 г.). През 1946 г. с майка му се завръщат в Полша.
От 1952 до 1957 г. следва във Философския факултет на Варшавския университет. В същия факултет защитава дисертацията си през 1965 г. и хабилитира три години след това. През 1966 г. бива изключен от ПОРП, в която членува от студентските си години, поради критични изказвания, а две години по-късно е отстранен и от университета. До 1972 г. работи в отдел „Ръкописи“ на Полската народната библиотека, след което през 1973 г. емигрира във Франция..
През 1984 г. става професор във френския Национален център по научни изследвания (на френски: Centre national de la recherche scientifique, CNRS). През 1998 г. получава титлата професор на хуманистичните науки от президента на Полша.. Година по-късно става професор в Университета „Николай Коперник“ в Торун. От 2001 г. е научен директор на Музея на Европа в Брюксел, а от 2010 г. е член на комитета на Европейската мрежа за памет и солидарност.. През 2003 г. е удостоен с почетното звание доктор хонорис кауза от Университета „Мария Склодовска-Кюри“ в Люблин.
Изследванията му са главно в областта на обществено-културната история на Франция, Италия и Полша.